# Burdur (tỉnh)
Burdur là một tỉnh của Thổ Nhĩ Kỳ, nằm ở tây nam, giáp Muğla và Antalya về hướng nam, Denizli về hướng tây, Afyon về hướng bắc, và Isparta về hướng đông. Diện tích là 6.887 km² và dân số 246.134, tỉnh lỵ là thành phố Burdur.
Burdur nằm ở vùng các hồ, nơi có nhiều hồ, trong đó lớn nhất là hồ Burdur, đặt tên theo tỉnh này. Hồ Salda lớn thứ hai tỉnh này.

## Các huyện
Tỉnh này được chia thành các huyện sau (tỉnh lỵ được bôi đậm):
- Ağlasun
- Altınyayla
- Bucak
- Burdur
- Çavdır
- Çeltikçi
- Gölhisar
- Karamanlı
- Kemer
- Tefenni
- Yeşilova